# Yévprimé Avédissian
Yévprimé Avédissian (arménien : Եփրիմէ Աւետիսեան), aussi connue sous son nom de plume Anayis (Անայիս), née Yévprimé Tchobanian (Եփրիմէ Չոպանեան) en février 1872 (peut-être précisément le 20 février 1872) à Constantinople et morte le 4 août 1950 dans le 20e arrondissement de Paris, est une poétesse et nouvelliste arménienne. Elle est connue pour ses poèmes traitant du corps féminin et de leur désir sexuel, ainsi que pour son autobiographie intitulée Mes Souvenirs (1949).

## Biographie

### Débuts dans l'Empire ottoman
Yevprimé Avédissian naît en février 1872, (peut-être précisément le 20 février 1872,) dans le quartier Beşiktaş de Constantinople.
Elle est issue de la haute bourgeoisie. Son père, Hagop Tchobanian, est membre d'une des branches de la famille Tchobanian (comme Archag Tchobanian), originaire d'Agn (Kemaliye).
Yevprimé Avédissian étudie à l'école arménienne Makrouhiats puis à l'école privée de Mme Fourier où elle apprend le français. Elle prend aussi des cours d'arménien auprès des poètes Tovmas Terzian et Khoren Nar Bey.
Son premier roman, Dans une hutte, paraît dans les colonnes du journal arménien Massis en 1885-1886 ; elle y publie son premier poème en 1893. Elle contribue à d'autres périodiques arméniens.
Dans son autobiographie, elle évoque sa participation à des salons et explique leur rôle émancipateur pour les femmes arméniennes de la haute société, car ces lieux de sociabilité leur permettaient de se mêler à des hommes sans conséquence sur leur réputation.
Pendant les massacres hamidiens, elle s'installe quelque temps en Suisse.
Elle rentre en Turquie après la Révolution des Jeunes-Turcs (1908). Elle décrit alors le climat de liberté qui règne chez les Arméniens de la capitale ottomane, qui permet aux révolutionnaires arméniens de s'y rendre et de parler de leurs actions. Elle y reprend sa participation à des périodiques arméniens, dont Shant (Շանթ), Puzantion (Բիւզանդիոն) ou Presse orientale (Արեւելեան մամուլ),, mais aussi la revue féministe Haï Guine après la guerre,.

### Exil en France
En 1922, Yevprimé Avédissian s'installe en France comme de nombreux Arméniens. Elle écrit dans les colonnes de la presse arménienne de France, notamment Anahit ou Arevmoudk.
En 1942, elle publie un recueil de ses poèmes intitulé Aube et Crépuscule, qui couvre plus de quarante ans de carrière poétique.
Son autobiographie, publiée un an avant sa mort, est un témoignage intéressant de la vie des Arméniens à Constantinople avant le génocide arménien.
Elle meurt le 4 août 1950 à Paris,,.

### Vie privée
Elle a une fille, Astra Thorossian.

## Publications
- (hy) Ուղեցոյց հայ աղջկան [« Manuel de la fille arménienne »], Paris, Impr. Kh. Matiguian,‎ 1940, 53 p. (BNF 43656065)
- (hy) Այգ ու վերջալոյս : Քերթուածներ եւ արձակ բանաստեղծութիւններ [« Aube et Crépuscule »] (préf. Archag Tchobanian), Paris, Impr. Kh. Matiguian,‎ 1942, 165 p. (BNF 41193117)
- (hy) Anayis, Յուշերս [« Mes souvenirs »], Paris, Impr. des Artisans,‎ 1949, 349 p. (BNF 41134973)